# Anomochone expansa
Anomochone expansa är en svampdjursart som beskrevs av Isao Ijima 1927. Anomochone expansa ingår i släktet Anomochone och familjen Tretodictyidae.
Artens utbredningsområde är havet kring Indonesien. Inga underarter finns listade i Catalogue of Life.